# John Ingle
John Ingle (7 de mayo de 1928 - 16 de septiembre de 2012) fue un actor estadounidense conocido por su papel del intrigante patriarca Edward Quartermaine en el drama de ABC, General Hospital.
Ingle nació en Tulsa, Oklahoma. Se graduó en Verdugo Hills High School de Tujunga, Los Ángeles, California. Comenzó a enseñar inglés y teatro en 1955 en Hollywood High School hasta su traslado en 1964 para enseñar a actuación en Beverly Hills High School de Beverly Hills, California, donde permaneció hasta su jubilación en 1985. Sus alumnos incluyen a Nicolas Cage, Albert Brooks, Richard Dreyfuss, Joanna Gleason, Barbara Hershey, Swoosie Kurtz, Stefanie Powers, David Schwimmer, Jonathan Silverman, y Julie Kavner.
A finales de 2008, Ingle se sometió a un tratamiento para una pequeña sección del melanoma en el cuero cabelludo. Se vio obligado a usar un sombrero, mientras que en pantalla usó un vendaje para cubrirse.
Ingle se casó con Grace-Lynne Martin en 1954. Tuvieron cinco hijas, nueve nietos y tres bisnietos.
Grace-Lynne murió el 11 de febrero de 2012. Ingle murió siete meses después, el 16 de septiembre de 2012, a la edad de 84 años.

## Filmografía

### Filmes
- Heathers (1988)  Principal Gowan.
- Defense Play (1988) Senador.
- Robocop 2 (1990) Enfermero Jefe.
- Death Becomes Her (1990)  Elogista.
- The Land Before Time como Topsy (Padre de Cera), y el Narrador (1994-2012).
- Batman & Robin (1997) Doctor.

### Televisión
- True Stories como el Predicador (1986).
- The Golden Girls como Harv (1989).
- Night Court como Theodore Wood (1989) y como el Sr. Kitteridge (1991).
- General Hospital como Edward Quartermaine (#2) (1993–2004, 2006–2012).
- Boy Meets World como el Sr. Frank Nelson (Episodio 708).
- Days of our Lives como Mickey Horton (#3) (2004–2006).
- The Office (US) como Robert Dunder (Episodio 402).